# Торфено Браниште
Торфено Браниште (буг. Торфено бранище ) је резерват природе на Витоша планини у Бугарској, заједно са резерватом Бистришко Браниште. Резерват има површину од 728.3 хектара која обухвата делове Великог платоа и Капакливетског платоа између Црног врха (2290 m), врха Ушите (1906 m), Црне Скале (1869 m), обухватајући горње токове река Владаје, Бојанске и Драгалевске реке.
Торфено Браниште је основано 1935. године како би се очувале чисте тресетне заједнице у субалпској зони Витоше, са стотинама врсти маховина и алги. Дебљина површинског слоја тресета се креће од 0.6 до 2 m, повећава се 1 mм годишње.

## Екологија
Константно влажно, кисело окружење допринело је стварању јединствених екосистема. Унутрашњи делови резервата прекривени су заједницама Sphagnum capillifolium, Sphagnum warnstorfii, и другим врстама маховина. Територија резервата је практично без дрвећа, са неким жбунастим заједницама врбе, клеке и боровнице, а местимично и бора кривуља. Травната флора се углавном састоји од биљака из породице ''Cyperaceae''. Линцура, Geum coccineum, Saxifraga rotundifolia се такође релативно често срећу. То је такође једно од ретких места у Бугарској где се могу видети ретке биљке месождерке - Балканска масница, Drosera rotundifolia, и две врсте мешинки, пронађених у малим језерима - Utricularia minor и Utricularia rustralis. У врло ретким приликама, посетиоци могу видети тамножуто цвеће Trollius еuropeaus. Фауна је такође разноврсна. Јелени, вукови, дивље свиње, и ређе медведи познато је да бораве на територији резервата. На вишим деловима, може се срести веома ретко слепо куче.

## Галерија
- Горњи део резервата.
- Доњи део резервата.